# Gruenrekorder
Gruenrekorder ist ein deutsches Label für Field Recording, Soundscapes und Sound Art.
Es wurde im Jahre 2003 von den Klangkünstlern Lasse-Marc Riek und Roland Etzin in Frankfurt am Main gegründet.
Die Veröffentlichungen erscheinen zumeist auf CD und Vinyl, aber auch als Tape sowie als digitale Editionen (USB-Card, WAV/MP3/FLAC).
Obwohl der Fokus auf Field Recordings und Soundscapes liegt, reicht das Spektrum des Labels von Compilations über Crossover-Projekte bis hin zu Veröffentlichungen aus dem Genre Neue Musik.
Neben dem Vertrieb bildet die fortlaufende Beschäftigung mit den Themen Phonographie, akustische Ökologie und Umweltschutz einen weiteren Schwerpunkt der Labelarbeit.
Die Betreiber agieren als Künstler und Aktivisten in einem internationalen Netzwerk und arbeiten regelmäßig mit Vereinen, Organisationen, Wissenschaftlern, Autoren, Künstlern und Gastkuratoren in verschiedenen Kontexten zusammen.
Riek und Etzin gehören darüber hinaus zu den Gründungsmitgliedern des Frankfurter „Vereins zur Förderung der Phonographie und experimenteller Musik e. V.“, der eine Konzertreihe am Institut für Neue Medien veranstaltet.
In unregelmäßigen Abständen erscheint zudem das zweisprachige Online-Fachmagazin „Field Notes“ (deutsch/englisch), das Essays, Interviews und weitere Texte beinhaltet, die sich inhaltlich mit dem Thema Geräusch aus wissenschaftlicher, philosophischer und ökologischer Perspektive auseinandersetzen.

## Weitere Projekte und Kooperationen (Auswahl)
Weiterhin ist Gruenrekorder auch an Projekten und Kooperationen beteiligt sowie initiiert und organisiert diverse Veranstaltungs- und Vermittlungsformate.
- Series Invisible Audioarbeit von Christoph Korn und Lasse-Marc Riek, 2004–fortlaufend
- Tonangel. Ein Workshopkonzept für auditive Wahrnehmung und Klangkunst (Stefan Militzer und Lasse-Marc Riek)
- Sonic Vigil (Klangkunst-Festival in Cork, Irland - Roland Etzin in Kooperation mit Danny Mc Carthy und Mick O’Shea)
- Hörsaal Aschaffenburg (Veranstaltungsreihe von Lasse-Marc Riek und Eckhard Kuchenbecker)

## Künstler (Auswahl)
- Rodolphe Alexis (FR)
- Gilles Aubry (CH)
- Andreas Bick (D)
- Hafdís Bjarnadóttir (IS)
- Daniel Blinkhorn (AUS)
- Arturas Bumšteinas (LT)
- Angus Carlyle (UK)
- Budhaditya Chattopadhyay (IND)
- Peter Cusack (UK)
- Yannick Dauby (FR)
- Korhan Erel (TR)
- Ernst Karel (US)
- Carsten Klook (D)
- Christoph Korn (D)
- Christina Kubisch (D)
- Peter Kutin (A)
- Tom Lawrence (IRL)
- Annea Lockwood (NZ)
- Mark Lorenz Kysela (D)
- David Michael (US)
- Olivier Nijs (NL)
- Pauline Oliveros (US)
- Cédric Peyronnet (FR)
- Andrea Polli (US)
- Pietro Riparbelli (I)
- David Rothenberg (US)
- Louis Sarno (US)
- Walter Tilgner (D)
- Mirko Uhlig (D)
- David Vélez (CO)
- Heike Vester (D)
- Antje Vowinckel (D)
- Manfred Waffender (D)
- Eisuke Yanagisawa (JP)